# Thecophora testaceipes
Thecophora testaceipes är en tvåvingeart som först beskrevs av Chen 1939.  Thecophora testaceipes ingår i släktet Thecophora och familjen stekelflugor. Inga underarter finns listade i Catalogue of Life.